# Balangero
Balangero (piemonti nyelven Balangè) egy olasz község (comune) a Piemont régióban.